# Mpv
mpv ist ein freier Mediaplayer auf Basis von MPlayer und mplayer2. Zum Dekodieren der Multimediaformate wird FFmpeg genutzt.
mpv ist ein Kommandozeilenprogramm, das jedoch auch ein On-Screen-Display besitzt. Für eine vollständige Grafische Benutzeroberfläche benötigt man jedoch ein weiteres Programm wie SMPlayer, bomi oder Celluloid. Gegenüber MPlayer wurden die Kommandozeilen-Optionen überarbeitet; gegenüber mplayer2 wurde Encoding wieder eingeführt (MEncoder).
Ausgegeben werden die Videos über OpenGL, was für eine hohe Bildqualität sorgt. mpv kann außerdem über die hwaccel-API von FFmpeg Hardwarebeschleunigung per VDPAU, VA-API oder DXVA2 nutzen. In mpv können Farbprofile für die Ausgabe auf kalibrierten Monitoren eingebunden werden, ein allgemein sehr seltenes Merkmal bei Mediaplayern.